# Jan Trusz

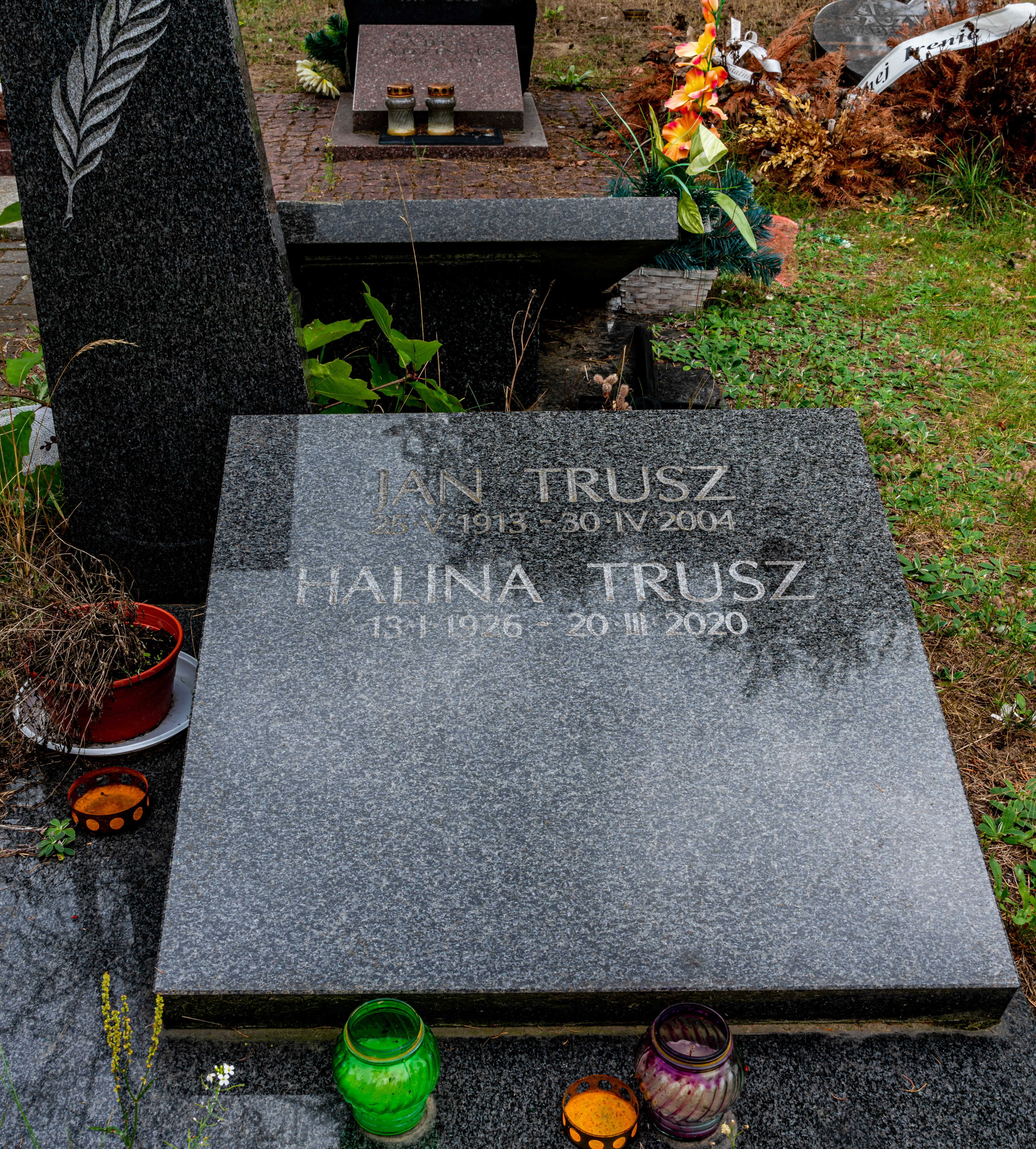
Grób Jana Trusza na cmentarzu Komunalnym Północnym w Warszawie

Jan Trusz (ur. 25 maja 1913 w Rudzie-Hucie, zm. 30 kwietnia 2004) – polski działacz komunistyczny, poseł na Sejm PRL I kadencji (1952–1956).

## Życiorys
W 1930 wstąpił do Komunistycznego Związku Młodzieży Polskiej, a dwa lata później do Komunistycznej Partii Polski. Lata 1937–1939 spędził w areszcie i więzieniu (w Chełmie i Sieradzu). Po rozpoczęciu wojny niemiecko-sowieckiej w 1941 wyjechał w głąb ZSRR. Pracował jako elektromonter w Gorkim. Zaangażował się w działalność w Związku Patriotów Polskich, pełnił obowiązki wiceprzewodniczącego Zarządu Obwodowego w Gorkim i członka Zarządu Głównego w Moskwie. Po przyjeździe do Polski w 1945 pracował jako instruktor i sekretarz PPR. Po ukończeniu Szkoły Partyjnej przy KC PZPR mianowany I sekretarzem Komitetu Wojewódzkiego PZPR w Gdańsku (1951–1956). W 1952 wszedł w skład Sejmu I kadencji z okręgu Gdańsk. Zasiadał w Komisji Spraw Ustawodawczych. Uważany za wpływową postać wśród „natolińczyków” podczas walki o władzę w kierownictwie PZPR w latach pięćdziesiątych.
Uchwałą Prezydium KRN z 16 stycznia 1946 odznaczony Srebrnym Krzyżem Zasługi. W 1960 otrzymał Odznakę honorową "Za zasługi dla Gdańska" (1960), a w 1986 Medal im. Ludwika Waryńskiego. W lipcu 1984 był członkiem Społecznego Komitetu Obchodów 40-lecia Polski Ludowej w Warszawie.
Pochowany na warszawskim Cmentarzu Północnym.